# Palazzo Capponi-Covoni
Palazzo Capponi-Covoni, poi Daneo, si trova in via Cavour 4-6 a Firenze.

## Storia
Fu fatto costruire da Piero Capponi, tesoriere pontificio di papa Paolo V, non il celebre condottiero omonimo, dall'architetto Gherardo Silvani, che lo concluse nel 1623 ed è considerato il suo capolavoro.
Più tardi, nel 1734, venne acquistato dal marchese Pier Ruberto Capponi anche il palazzo Milanesi, cinquecentesco, a destra del loro palazzo e vennero uniti gli interni delle case ad opera dell'architetto Clemente Orlandi, autore in particolare dello scalone e della loggia, mentre le facciate vennero lasciate disomogenee, come si vede anche oggi.
Il palazzo fu venduto all'antica famiglia dei Covoni nei primi dell'Ottocento, che avevano proprietà anche via Ghibellina e in via della Vigna Vecchia.
Oggi il palazzo si presenta quindi con una strana commistione di stili diversi. Il palazzo sulla destra, con lo stemma dei Covoni (spicchio di luna sormontato da un rastrello), mentre quello sulla sinistra ha uno stemma Risaliti, con due branche leonine incrociate, sormontate dal cappello ecclesiastico.
Il piano terreno, con le finestre "inghinocchiate" dai timpani semicircolari e l'intonaco continuo, è abbastanza uniforme. Già al primo piano le cornici marcapiano evidenziano due livelli diversi, mentre lo stile delle aperture è abbastanza diverso: con ghiera ogivale in pietra a destra, con cornici e timpani semicircolari a sinistra. Anche al piano superiore i livelli del calpestio sono diversi, come suggerisce il diverso livello dei marcapiano.
Oggi nel palazzo hanno sede alcuni uffici della Regione Toscana, stabilita anche nell'attiguo Palazzo Panciatichi (i cui ambienti interni sono oggi uniti), ed una sede espositiva sempre curata dalla Regione. Dal 2000 vi è la sede del Parlamento regionale degli studenti.
Numerose sono le sale affrescate al piano nobile, tra cui spicca la galleria di Vincenzo Meucci.

## Altre immagini

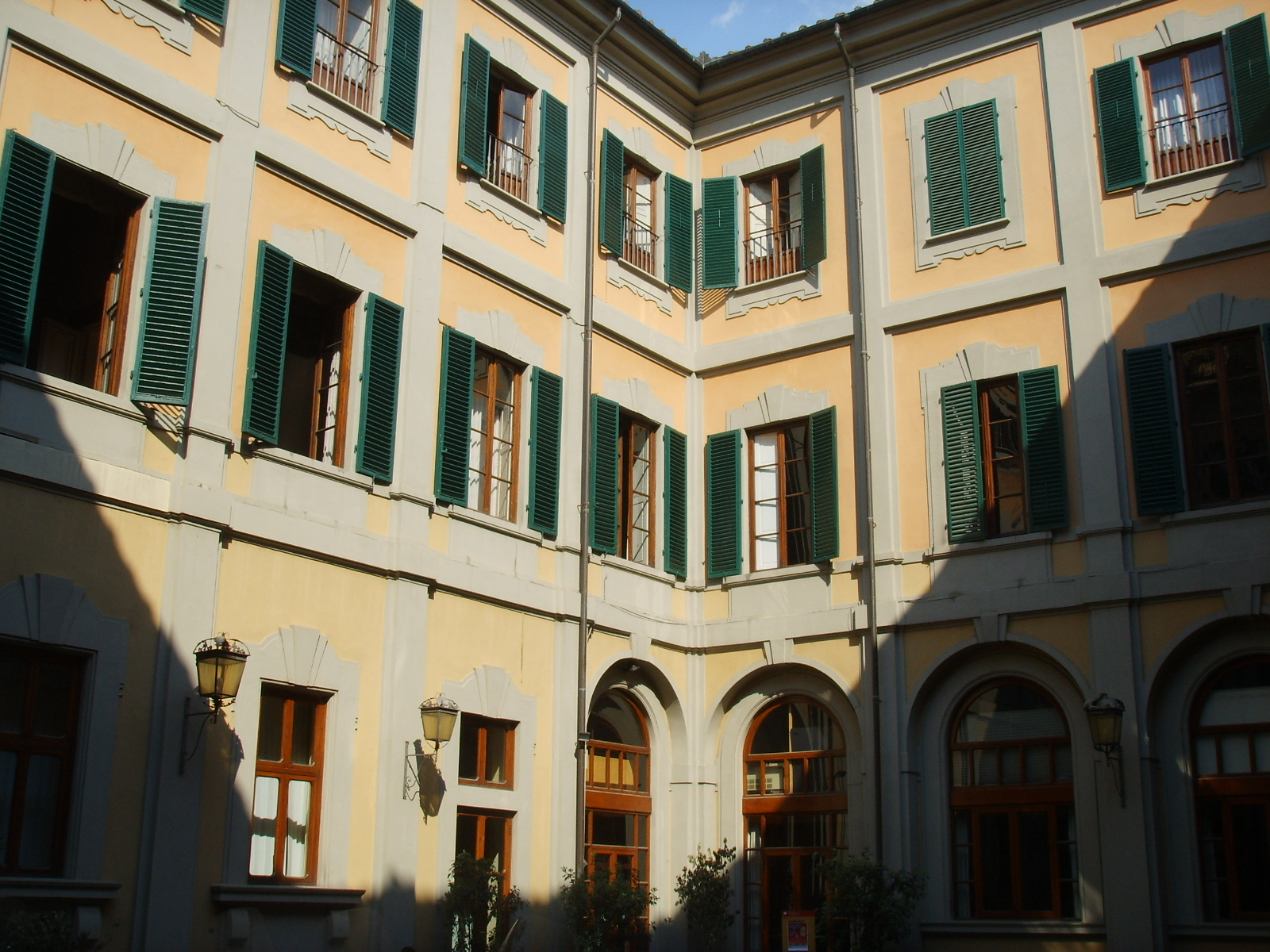
Il cortile interno
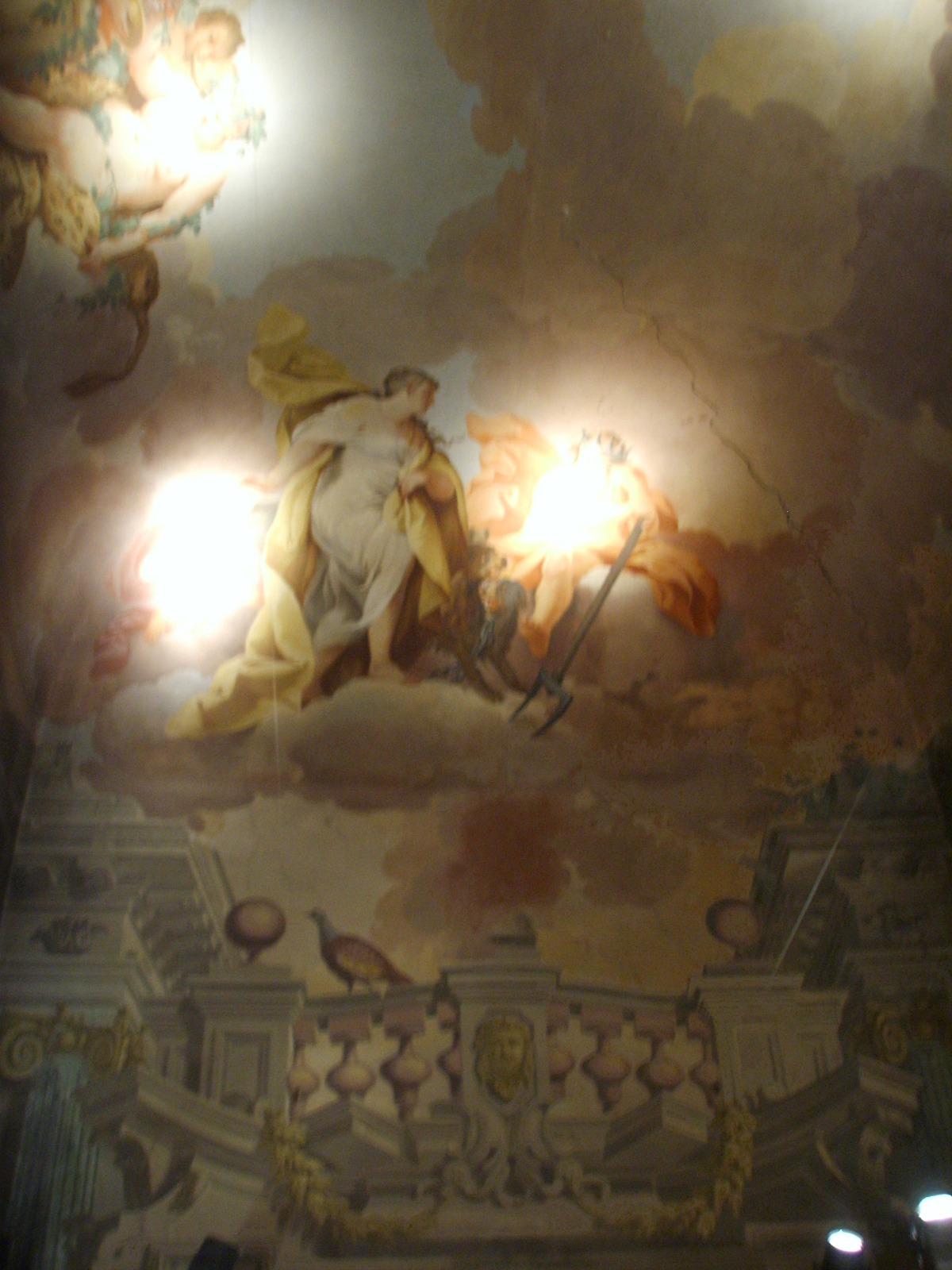
La Galleria affrescata
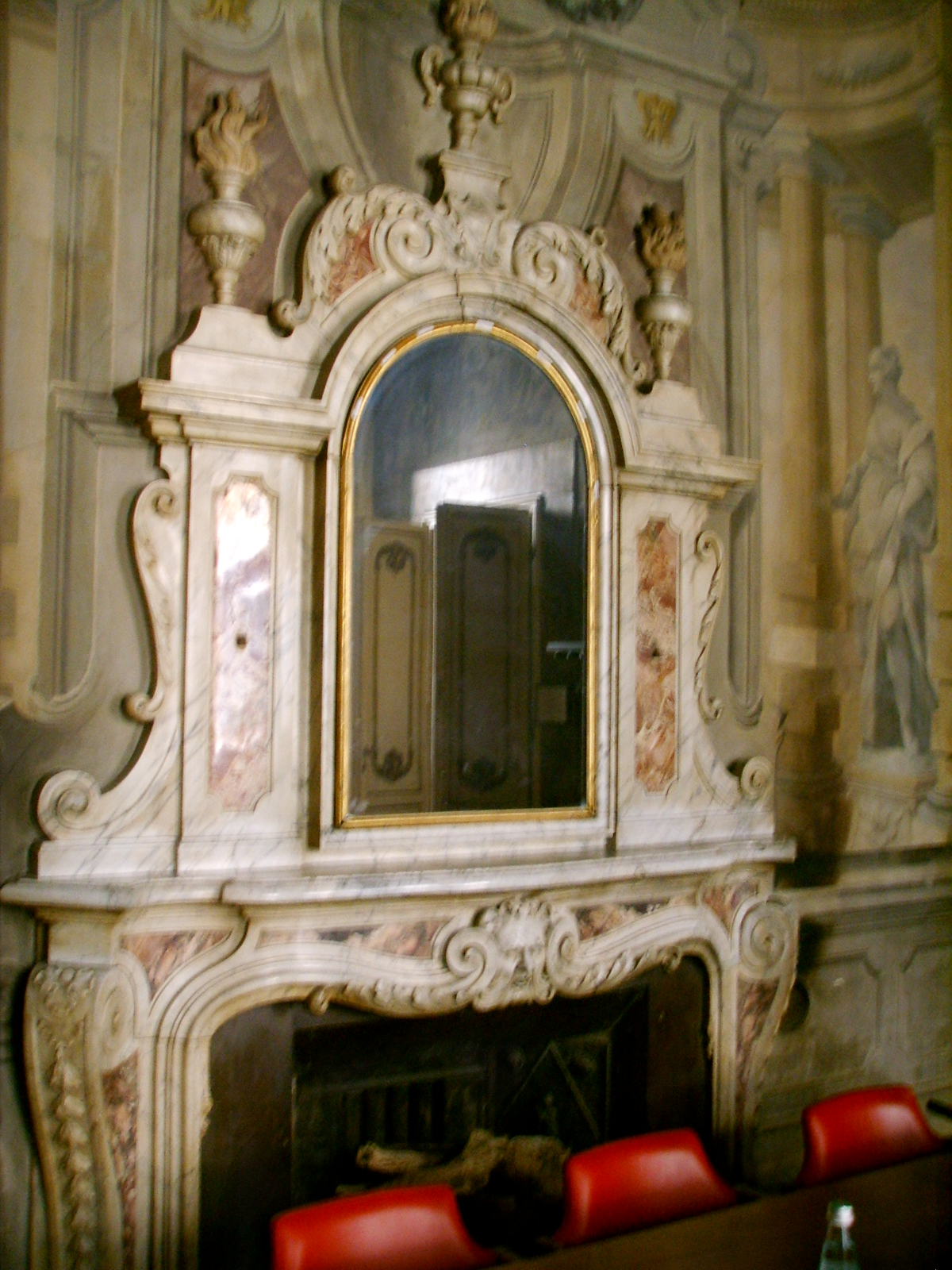
Saletta con camino monumentale
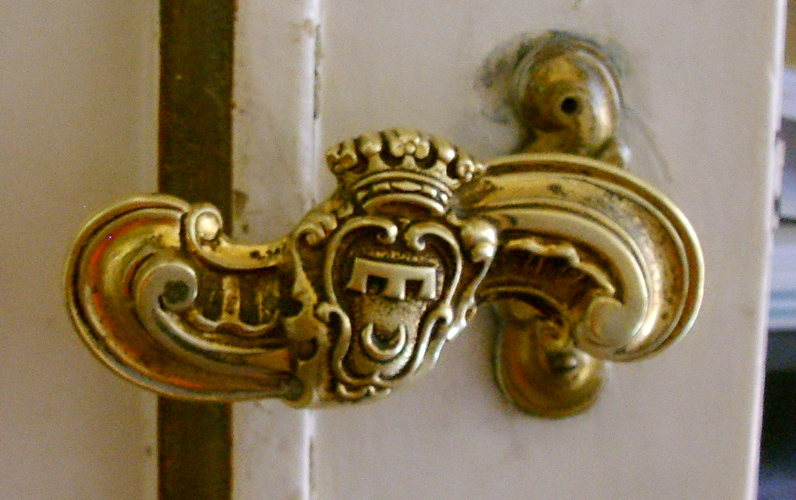
Maniglia con lo stemma dei Covoni